# Colt Mustang XSP

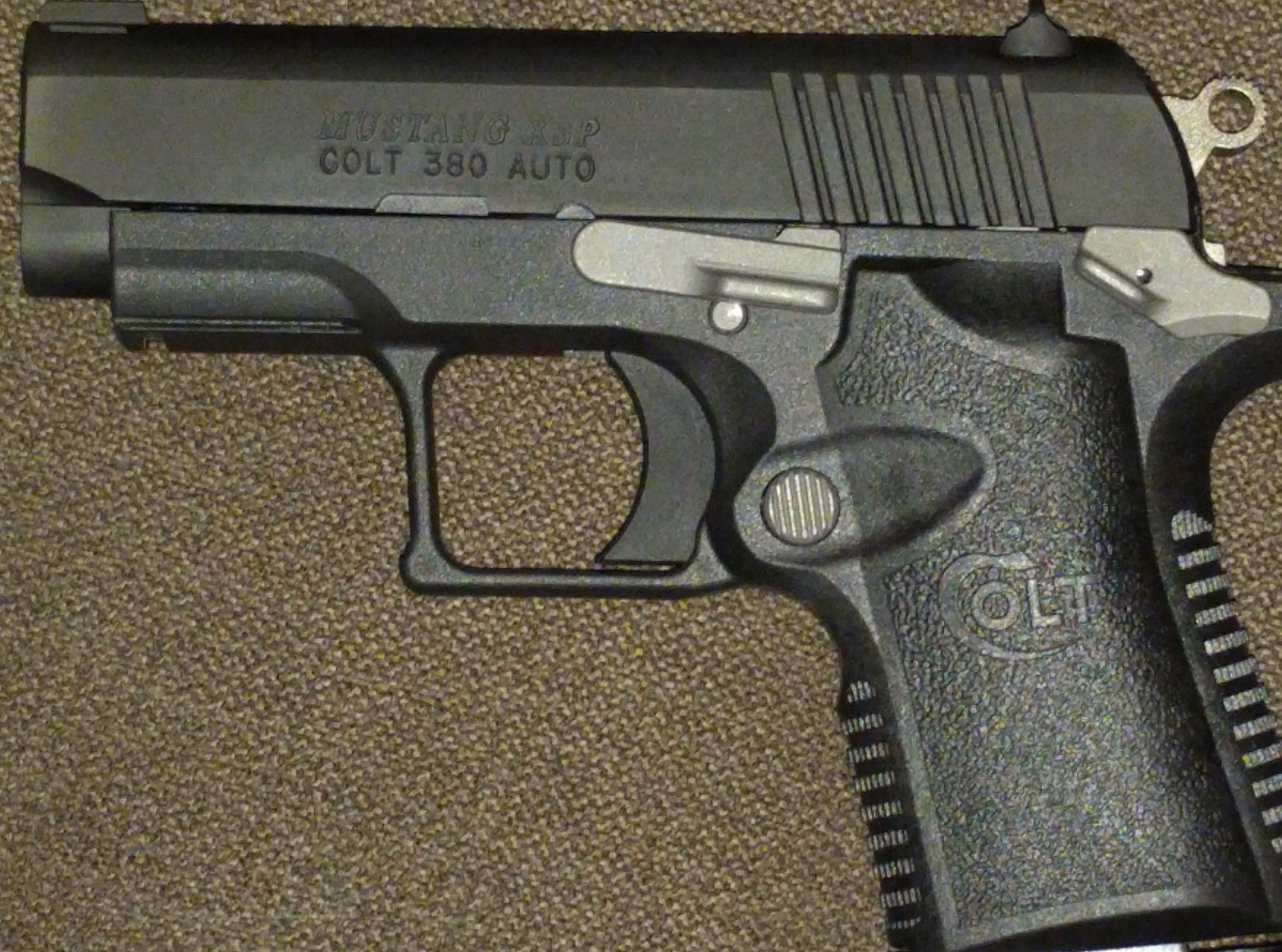
Colt Mustang Pocket XSP

A Colt Mustang XSP é uma pistola de bolso leve, de ação simples, com desenhada para .380 ACP, produzida pela Colt's Manufacturing Company. Este modelo de arma de fogo foi introduzido em 2013, com uma versão atualizada da armação de polímero, retirada do Mustang Pocketlite.

## História
Em 2013, a Colt lançou o Mustang XSP, uma nova versão com design atualizado. Isso incluía empunhaduras moldadas, guarda-mato quadrado e recortado, segurança ambidestra, miras deslocáveis, trilho de acessórios de slot único, entre outras mudanças.

## Especificações
- Câmara: .380 ACP
- Peso: 334,5 gramas (11,80 onças)
- Peso com carregador vazio: 348,6 gramas (12,3 onças)
- Puxada do gatilho: 1,8kg e 141,7 gramas (4 libras e 5 onças)
- Comprimento do cano: 7,15cm (2,815 polegadas)
- Diâmetro do cano: 1,19cm (0,472 polegada)
- Altura total: 10cm (3,94 polegadas)
- Comprimento total: 14,2cm (5,6 polegadas)
- Largura da empunhadura: 2,5cm (1,02 polegadas)
- Largura do slide: 1,92cm (0,756 polegadas)
- Largura máxima: 2,97cm (1,17 polegadas)
- Alcance do gatilho: 5,99cm (2,36 polegadas)
- Capacidade do carregador: 6+1
- Miras: pretas, ajuste de direção do vento
- Trilho acessório: Sim

## Links Externos
- Revisão de G&A
- Crítica do Shooting Illustrated
- Grupo do Facebook sobre Mustang Pocketlite, Plus II e XSP